# Bruno Vitiello
Bruno Vitiello (Napoli, 3 febbraio 1966) è uno scrittore italiano di fantascienza e di narrativa gialla, noir e horror.

## Biografia
Nato a Napoli il 3 febbraio 1966, è uno scrittore italiano noto per le sue opere di fantascienza, narrativa gialla, noir e horror. Laureato in Lettere Moderne e con un dottorato in Storia Moderna, con una tesi intitolata Michelangelo e la scienza anatomica.
Il suo debutto risale al 1989 con il racconto La linea gialla, pubblicato su Futuro Europa. Da allora ha firmato vari romanzi e racconti, tra cui i recenti I delitti dell’anatomista (Giunti Editore, 2023) e Chiunque nasce a morte arriva (Giunti Editore, 2024). Insegna materie storico-letterarie al Liceo Statale Alessandro Manzoni di Latina. Dal 2014 al 2022 ha lavorato come professeur détaché presso la Scuola Europea di Bruxelles I.

## Opere

### Romanzi di fantascienza e gialli storici
- La venere nera, in Futuro Europa n. 8, Perseo Libri, Bologna 1991, pp.7–82.
- Il dilemma, in Futuro Europa n. 26, Perseo Libri, Bologna 1999, pp.171–207.
- Progetto Michelangelo, Collana narratori europei n. 17, Perseo Libri, Bologna 2003.
- La perversione più grande, in Nova SF* n. 76, Perseo Libri, Bologna 2006, pp.23–104.
- Contatto, in Futuro Europa n. 50, Elara Libri, Bologna 2008, pp. 651-706.
- Semen, Collana narratori europei n. 35, Elara Libri, Bologna 2008.
- I delitti dell'anatomista, Collana Cocktail n. 7, Edizioni Della Vigna, Arese 2010.
- Insania, Collana Espressi Giallo/Fantascienza n. 4, Edizioni Della Vigna, Arese 2016; Ristampato come Insania, collana Innsmouth n.18, Delos Digital, Milano 2021.
- Toccami, Collana Espressi Fantascienza n. 9, Edizioni Della Vigna, Arese 2017.
- I delitti dell'anatomista (versione riveduta e ampliata), Giunti Editore, Firenze 2023. Nuova edizione Tascabili Giunti, Firenze 2024. Pubblicato in Spagna col titolo Los crimenes del anatomista, Newton Compton Editores, Barcelona 2025 (traduzione di Consuelo Gallego).
- Chiunque nasce a morte arriva, Giunti Editore, Firenze 2024.

### Racconti di fantascienza, horror, fantastici
- Cirano metallico, in SF...ere n. 2, A.N.A.S.F., Roma 1983, pp.38–39.
- La casa delle carte, in SF...ere n. 3, A.N.A.S.F., Roma 1985, pp.36–39.
- L'abito definitivo, in Futuro Europa n. 4, Perseo Libri, Bologna 1989, pp.65–78.
- La linea gialla, in Futuro Europa n. 2, Perseo Libri, Bologna 1989, pp.135–144. Ristampato in Ipotesi dell'impossibile, Supplemento n.2 ai Quaderni manzoniani, Arti Grafiche Archimio, Latina 2006, pp.14-32.
- Combinat, in Futuro Europa n. 10, Perseo Libri, Bologna 1992, pp.49–59.
- Il linguaggio dei colori, in Futuro Europa n. 12/13 (numero speciale doppio), Perseo Libri, Bologna 1993/95, pp.220–229.
- Conto alla rovescia, in A Lucca, mai! (Antologia storica della fantascienza italiana dagli anni '50 ai '90), Collana narratori europei n. 3, Perseo Libri, Bologna 1996, pp.403–417.
- Bunker, in Futuro Europa n. 23, Perseo Libri, Bologna 1998, pp. 57–63. Ristampato in Ipotesi dell'impossibile, Supplemento n.2 ai Quaderni manzoniani, Arti Grafiche Archimio, Latina 2006, pp.48-61.
- Regina, in Futuro Europa n. 29, Perseo Libri, Bologna 2001, pp.171–173. Ristampato in AA.VV., Fantanozze. Dedicate al matrimonio di Luca e Chiara. Edizione celebrativa a tiratura limitata, Edizioni Della Vigna, Arese 2017, pp.125-131. Ristampato in AA.VV., Anelli intorno al sole. Storie di matrimoni fantastici, Edizioni Della Vigna, Arese 2017.
- Specchi, in Futuro Europa n. 30, Perseo Libri, Bologna 2002, pp.219–228. Ristampato in Orizzonti del domani, Edizioni Scudo, Bologna 2016, pp.5-16.
- Il riparatore, in Futuro Europa n. 34, Perseo Libri, Bologna 2003, pp.9–23.
- Un pezzo alla volta, in Futuro Europa n. 35, Perseo Libri, Bologna 2003, pp.41–48. Ristampato in Orizzonti del domani, Edizioni Scudo, Bologna 2016, pp.19-27.
- L'ombra dell'Inseguitore, in Futuro Europa n. 37, Perseo Libri, Bologna 2004, pp.107–127. Ristampato in Ipotesi dell'impossibile, Supplemento n.2 ai Quaderni manzoniani, Arti Grafiche Archimio, Latina 2006, pp.63-105. Ristampato in Orizzonti del domani, Edizioni Scudo, Bologna 2016, pp.29-55.
- Funny World, in Futuro Europa n. 39, Perseo Libri, Bologna 2004, pp. 133–136.
- L'ultima lezione, in Futuro Europa n. 42, Perseo Libri, Bologna 2005, pp.256–280.
- In principio era il Verbo, in Futuro Europa n.43, Perseo Libri, Bologna 2005, pp.7–33. Ristampato in Orizzonti del domani, Edizioni Scudo, Bologna 2016, pp.57-91.
- Il villano e il visconte, in Futuro Europa n.44, Perseo Libri, Bologna 2005, pp.271–283. Ristampato in Orizzonti del domani, Edizioni Scudo, Bologna 2016, pp.93-109.
- Subdola invasione, in Nova SF* n.69, Perseo Libri, Bologna 2005, pp.257–272.
- Rumore di stivali, in Robot n. 49, Delos Books, Milano 2006, pp.114–122. Ristampato in Ipotesi dell'impossibile, Supplemento n.2 ai Quaderni manzoniani, Arti Grafiche Archimio, Latina 2006, pp.34-46.
- La sindrome Montale, in Futuro Europa n.45, Perseo Libri, Bologna 2006, pp.273–282. Ristampato in Ipotesi dell'impossibile, Supplemento n.2 ai Quaderni manzoniani, Arti Grafiche Archimio, Latina 2006, pp.107-126. Ristampato in Orizzonti del domani, Edizioni Scudo, Bologna 2016, pp.111-123.
- Simulatore, in Futuro Europa n.46, Perseo Libri, Bologna 2006, pp.113–132. Ristampato in Orizzonti del domani, Edizioni Scudo, Bologna 2016, pp.125-151.
- Fido, in Nova SF* n.74, Perseo Libri, Bologna 2006, pp.199–204.
- Gli ultimi bambini, in Futuro Europa n. 48, Perseo Libri, Bologna 2007, pp.309–330. Ristampato in Short Stories n.15/2018, Edizioni Scudo, pp.119-148.
- Segreta, in Il mistero dell'ottavo piano, Elara Libri, Bologna 2009, pp. 173-186.
- Crepa, in Immaginare la scienza, a cura di Ugo Malaguti, Elara Libri, Bologna 2010, pp.139-163.
- übermensch, in I sogni di Cartesio, Edizioni Della Vigna, Arese 2013, pp.45-76.
- Sangue del nostro sangue, in Quasar n. 2, Edizioni Della Vigna, Arese 2014, pp. 35-61.
- Di padre in figlio, in La cattiva strada. 18 racconti di crudeltà assortite, Delmiglio Editore, Verona 2015, pp. 27-42.
- Salvator delle battaglie, in Continuum Hopper. Racconti fantastici sull'arte, Edizioni Della Vigna, Arese 2016, pp. 297-321.
- Il prestito, in Il prezzo del futuro. XV scrittori raccontano l'economia del domani, La Ponga Edizioni, 2016, pp. 85-97.
- Rigenerazione, in Le variazioni Gernsback, Urania n.1643, Mondadori, Milano 2017, pp. 137-145.
- Diritto di sciopero, in Racconti sulla Costituzione italiana con il commento di Luigi Pecchioli, Edizioni della Vigna, Arese 2018, pp.305-323.
- Voci di tenebra azzurra, in Fantaetruria. Racconti tra mistero e fantastico in Toscana, Collana Profondo giallo, Carmignani Editrice, Pisa 2019, pp.147-165.
- Spire, in Rapporti dal domani, Odissea Fantascienza, DelosDigital, Milano 2020.
- Quant'è bella giovinezza, Robotica.it n.75, DelosDigital, Milano 2020.
- Porte, in Saundscapes. Storie fantastiche da panorami musicali, a cura di L.Oleastri e G.Sangiorgi, Edizioni Scudo, Bologna 2021, pp.279-291.
- Simbiosi, in Astonishing Fantasy Tales n.3, Kraken Edizioni, novembre 2024, pp.77-95.
- Punti di vista, in Fondazione Science Fiction Magazine n.32, anno XXIV, novembre 2024, Bollettino dell'Associazione Culturale Fondazione Science Fiction, pp. 25-34.
- Tra le ombre della montagna, in Astonishing Fantasy Tales n.5, Kraken Edizioni, febbraio 2025, pp.90-106.

### Racconti gialli, mistery, thriller, noir e storici
- Testimone involontario, in Giallolatino, Ego Edizioni, Latina 2007, pp. 163-173.
- Insania, in Volterra in giallo e nero, Collana Cocktail Giallo/Fantastico, Edizioni Della Vigna, Arese 2011.
- Il poeta e il cavaliere, in Gente di Dante 1321-2021 - Racconti per i 700 anni dalla morte di Dante Alighieri, a cura di Caterina Perrone e Carlo Menzinger di Preussenthal, Tabula Fati, Chieti 2021, pp.197-221.

### Pubblicazioni in altre lingue e in altre nazioni
- Kombinat, in Different Realities. A Collection of Fiction in Translation, n. 1, August 1997, pp. 11-22 (Translated by Joe F. Randolph).
- Black Venus. The Black Cross (Part One), in Different Realities. A Collection of Fiction in Translation, n. 3, August 1998, pp. 11-46 (Translated by Joe F. Randolph).
- Black Venus. Death and Rebirth (Part Two), in Different Realities. A Collection of Fiction in Translation, n. 4, December 1998, pp. 27-80 (Translated by Joe F. Randolph).
- Combinat, in Miniature. Petite anthologie de science fiction et de litterature fantastique, n. 6 Nouvelle serie, avril 1998, pp.3-14.
- Bunker, in Miniature. Petite anthologie de science fiction et de litterature fantastique, n. 10 Nouvelle serie, avril 1999, pp.3-11.
- Le réparateur, in Forces Obscures, Editions Naturellement, France 2000, pp. 115-154.
- Reina, in Sable. Revista internacional para la imaginación, año 2, n. 4, Spagna 2005, pp. 34-35.
- Le réparateur, in Galaxies SF. Spécial Italie, n. 26 Nouvelle serie, pp. 37-58.
- Crepa, in Incubo. Antologia di scrittori italiani e spagnoli (in italiano), Ediciones Tusitala, Spagna 2009, pp. 111-148.
- Black Venus (with the short stories: Countdown, Ultimate Suit, Watch Your Colors, Do Not Cross The Yellow Line, The Sound of Jackboots), Edizioni Della Vigna, Arese 2014 (Translated by Joe F. Randolph and edited by Annarita Guarnieri).
- La Vénus noire, collana Rayons des Etoiles n.1, Edizioni Della Vigna, Arese 2015 (roman traduit par Pierre Jean Brouillaud).
- Los crimenes del anatomista, Newton Compton Editores, Barcelona 2025 (novela traducida al castellano para Consuelo Gallego).

### Saggi
- Un genio eclettico alla corte dei Borboni, in Progetto Napoli. Rivista ambientalista, Anno IV, n. 6, Napoli, giugno 1991, pp. 12-16.
- Science fiction ed ethnos mediterraneo, in Futuro Europa n. 12/13, Perseo Libri, Bologna 1993/95, pp. 131–132.
- Un nobile napoletano tra scienza e fantascienza, in Futuro Europa n. 15, Perseo Libri, Bologna 1996, pp. 72–76.
- Fantascienza e Illuminismo, in Futuro Europa n. 18, Perseo Libri, Bologna 1997, pp. 126–134.
- Fantascienza e Decadentismo in Italia, in Futuro Europa n. 40, Perseo Libri, Bologna 2004, pp. 227–238.
- Scuola, SF e circolari ministeriali, in Futuro Europa n. 47, Perseo Libri, Bologna 2006, pp. 75–86.
- Pagina Tre, Parliamo di sesso e..., in "Nova SF*" n.72, Perseo Libri, Bologna 2006, pp. 3–12.
- Odi et amo. L'eterno femminino nella narrativa di Cornell Woolrich, in L'incubo ha mille occhi, Elara Libri, Bologna 2010, pp. 147-173.
- Brevi appunti sull'utopia sessuale dal XVI al XVIII secolo, in IF. Rivista semestrale di letteratura fantascientifica, n. 20, anno VIII, dicembre 2016, Odoya Editrice, Bologna 2016.

### Antologie personali
- Ipotesi dell'impossibile, Supplemento n.2 ai Quaderni manzoniani, Arti Grafiche Archimio, Latina 2006.
- Orizzonti del domani, Edizioni Scudo, Bologna 2016.